# Wołodymyr Fomin
Wołodymyr Wasylowycz Fomin (ukr. Володимир Васильович Фомін, ros. Владимир Васильевич Фомин, Władimir Wasiljewicz Fomin; ur. 1902 w Charkowie, Imperium Rosyjskie, zm. 1942 w Charkowie) – ukraiński piłkarz, grający na pozycji pomocnika, reprezentant ZSRR, trener piłkarski.

## Kariera piłkarska

### Kariera klubowa
Wychowanek klubu Sztandart Charków (od 1913). Karierę piłkarską rozpoczął w 1921 w miejscowej drużynie OLS Charków, skąd w 1923 przeszedł do KFK Charków. W 1926 już bronił barw ORK Charków. W 1928 został zaproszony do Dynama Charków, w którym pełnił funkcję kapitana drużyny (1928–1936). Ukończył karierę piłkarską w 1936.

### Kariera reprezentacyjna
W 1924 zadebiutował w radzieckiej reprezentacji, chociaż wtedy te mecze były nieoficjalne tak jak dopiero w 1946 Związek Piłki Nożnej ZSRR wstąpił do FIFA. Również występował w reprezentacjach miasta Charkowa (1923–1935), Ukraińskiej SRR (1924–1935) i towarzystwa "Dynamo" (1929). Kapitan reprezentacji Charkowa w latach 1928–1933. Uczestnik wyjazdowych meczów reprezentacji do Niemiec, Austrii, Łotwy, Turcji i Francji.

## Kariera trenerska
Po zakończeniu kariery piłkarskiej w 1937 i 1938–1941 trenował Dynamo Charków, a w 1938 Dynamo Kijów. W 1942 za ukrywanie Żyda został stracony przez niemieckich okupantów.

## Sukcesy i odznaczenia
- Mistrz ZSRR:

1924 (w reprezentacji miasta Charków)
- Wicemistrz ZSRR:

1928
- Brązowy medalista Mistrzostw ZSRR:

1935
- Mistrz Ukraińskiej SRR:

1923, 1924, 1927, 1928, 1932, 1934
- Nagrodzony tytułem Zasłużonego Mistrza Sportu ZSRR w 1936.
- Wybrany do składu symbolicznej reprezentacji Charkowa (1908-1978).